# John Talbot (10e comte de Shrewsbury)
Pour les articles homonymes, voir John Talbot et Talbot (homonymie).
John Talbot, 10e comte de Shrewsbury, 10e comte de Waterford (1601 - 8 février 1654), est un noble catholique anglais.

## Biographie
Il est le seul enfant et fils de John Talbot de Longford, Newport, Shropshire (mort à Londres, 1607 ou c. 1607), et épouse Eleanor Baskerville, fille de Thomas Baskerville de Wolvershill, Herefordshire, et de Brinsop, Herefordshire, et paternel petit-fils de John Talbot de Grafton (en) et de Catherine ou Katharine Petre.
Il reste dans la foi catholique romaine de sa famille et prend part aux côtés du roi Charles Ier dans la guerre civile anglaise. Il est premier commissaire conseil pour les comtés de Worcestershire, Shropshire et Staffordshire en 1644/45, et il sert dans la garnison royaliste de Worcester lorsqu'elle se rend au Parlement en juillet 1646. En 1647, ses biens sont séquestrés et sa peine aggravée par le Parlement au motif qu'il est « papiste et délinquant » (c'est-à-dire catholique et royaliste).
En septembre 1651, il accompagne Charles II lorsqu'il s'enfuit après sa défaite à la bataille de Worcester, l'escortant jusqu'au White Ladies Priory dans le Shropshire, où le roi est caché pendant un certain temps. Le comte meurt en 1653/54 à Tasmore, Oxfordshire, et est remplacé par son deuxième fils.

## Famille
Talbot épouse Mary Fortescue, dont il a sept enfants :
- Frances Talbot (décédée le 17 juillet 1641), qui épouse George Winter, 1er baronnet (1622-1658), et a un enfant, Thomas Winter ;
- George Talbot, baron Talbot (vers 1620 - 7 mars 1644[1]), qui épouse Mary, fille de Percy Herbert (2e baron Powis). Il a une fille, Mary, qui vit en 1649 mais meurt jeune et célibataire[1];
- Francis Talbot (11e comte de Shrewsbury) (1623-1667), qui lui succède ;
- Edward Talbot, mort à la bataille de Marston Moor, 1644 ;
- Gilbert Talbot (avant 1654-1711), qui épouse Jane Flatsbury et a des enfants, dont Gilbert Talbot (13e comte de Shrewsbury) ;
- Catherine, qui épouse Thomas Whetenhall d'East Peckham ;
- Mary Talbot (avant 1654 - ch. mars 1711), qui épouse Charles Arundell et se remarie à Mervyn Tuchet (4e comte de Castlehaven) (en); elle a des enfants des deux mariages.

Il épouse plus tard Frances Arundell, 4e fille de Thomas Arundell (1er baron Arundell de Wardour) et a trois fils et une fille d'elle :
- John Talbot, décédé jeune ;
- Bruno Talbot, chancelier de l'Échiquier d'Irlande, 1686 ;
- Thomas Talbot ;
- Anne, devenue religieuse en France.